# 몇 번째 푸른 하늘인가?
〈몇 번째 푸른 하늘인가?〉(일본어: 何度目の青空か？ 난도메노아오조라카[*])는 노기자카46의 10번째 싱글이다.

## 개요
전작 〈여름의 Free&Easy〉으로부터 약 3개월 만의 싱글이다.

## 수록곡

### Type-A
CD
1. 何度目の青空か？ / 몇 번째 푸른 하늘인가?
(작사: 아키모토 야스시 / 작곡: 카와우라 마사히로 / 편곡: 햣코쿠 하지메)
2. 遠回りの愛情 / 멀리 돌아가는 애정
(작사: 아키모토 야스시 / 작곡: Noda Akiko / 편곡: 노나카 “마사” 유이치)
3. 転がった鐘を鳴らせ! / 굴러간 종을 울려라!
(작사: 아키모토 야스시 / 작곡: 나카야마 에이지 / 편곡: 타노우에 요이치)
4. 何度目の青空か？ off vocal ver.
5. 遠回りの愛情 off vocal ver.
6. 転がった鐘を鳴らせ! off vocal ver.

DVD
1. 何度目の青空か？ Music Video
2. 転がった鐘を鳴らせ! Music Video
3. 영상 크리에이터×노기자카46

### Type-B
CD
1. 何度目の青空か？ / 몇 번째 푸른 하늘인가?
2. 遠回りの愛情 / 멀리 돌아가는 애정
3. 私、起きる。 / 나, 일어나.
(작사: 아키모토 야스시 / 작곡·편곡: Akira Sunset)
4. 何度目の青空か？ off vocal ver.
5. 遠回りの愛情 off vocal ver.
6. 私、起きる。 off vocal ver.

DVD
1. 何度目の青空か？ Music Video
2. 私、起きる。 Music Video
3. 영상 크리에이터×노기자카46

### Type-C
CD
1. 何度目の青空か？ / 몇 번째 푸른 하늘인가?
2. 遠回りの愛情 / 멀리 돌아가는 애정
3. あの日 僕は咄嗟に嘘をついた / 그 날 나는 순간적으로 거짓말을 했다
(작사: 아키모토 야스시 / 작곡: 미와 토모야 / 편곡: 쿄다 세이치)
4. 何度目の青空か？ off vocal ver.
5. 遠回りの愛情 off vocal ver.
6. あの日 僕は咄嗟に嘘をついた off vocal ver.

DVD
1. 何度目の青空か？ Music Video
2. あの日 僕は咄嗟に嘘をついた Music Video
3. 영상 크리에이터×노기자카46

### 통상반
1. 何度目の青空か？ / 몇 번째 푸른 하늘인가?
2. 遠回りの愛情 / 멀리 돌아가는 애정
3. Tender days
(작사: 아키모토 야스시 / 작곡·편곡: Soulife)
4. 何度目の青空か？ off vocal ver.
5. 遠回りの愛情 off vocal ver.
6. Tender days off vocal ver.

## 선발 멤버

### 몇 번째 푸른 하늘인가?
(센터:이쿠타 에리카)
- 1열: 마츠이 레나, 시라이시 마이, 이쿠타 에리카, 니시노 나나세, 하시모토 나나미
- 2열: 마츠무라 사유리, 아키모토 마나츠, 이코마 리나, 사쿠라이 레이카, 후카가와 마이
- 3열: 에토 미사, 와카츠키 유미, 호리 미오나, 호시노 미나미, 타카야마 카즈미, 사이토 치하루

### 멀리 돌아가는 애정
- 1기생: 이노우에 사유리, 사쿠라이 레이카, 나카다 카나, 나가시마 세이라, 니시노 나나세, 노죠 아미, 야마토 리나, 와카츠키 유미

### 굴러간 종을 울려라!
(센터:이쿠타 에리카)
- 1기생: 아키모토 마나츠, 이쿠타 에리카, 이코마 리나, 에토 미사, 사이토 치하루, 사쿠라이 레이카, 시라이시 마이, 타카야마 카즈미, 니시노 나나세, 후카가와 마이, 호시노 미나미, 마츠무라 사유리, 와카츠키 유미
- 2기생: 호리 미오나
- 교환 유학생: 마츠이 레나

### 나, 일어나.
(센터:이쿠타 에리카)
- 1기생: 이쿠타 에리카, 카와고 히나, 사이토 아스카, 사이토 치하루, 나카모토 히메카, 히구치 히나, 호시노 미나미, 와다 마야
- 2기생: 키타노 히나코, 호리 미오나

### 그 날 나는 순간적으로 거짓말을 했다
(센터:이노우에 사유리)
- 1기생: 이토 마리카, 이노우에 사유리, 카와고 히나, 카와무라 마히로, 사이토 아스카, 사이토 유리, 나카다 카나, 나카모토 히메카, 노죠 아미, 하타나카 세이라, 히구치 히나, 야마토 리나, 와다 마야
- 2기생: 이토 카린, 키타노 히나코, 신우치 마이
- 연구생: 사가라 이오리

### Tender days
- 1기생: 아키모토 마나츠, 이쿠타 에리카, 이코마 리나, 사쿠라이 레이카, 시라이시 마이, 니시노 나나세, 하시모토 나나미, 후카가와 마이, 마츠무라 사유리